# Aat de Roos
Agathon "Aat" de Roos  (Bloemendaal, 15. travnja 1919. — Perth, Australija 17. ožujka 1992.) je bivši nizozemski hokejaš na travi. Igrao je na mjestu napadača.
Osvojio je brončano odličje na hokejaškom turniru na Olimpijskim igrama 1936. u Berlinu igrajući za Nizozemsku. Odigrao je četiri susreta. Te godine je igrao za HC Bloemendaal.

## Vanjske poveznice
- Profil na Database Olympics
- Profil  Arhivirana inačica izvorne stranice od 14. prosinca 2012. (Wayback Machine)